# 警用裝甲車

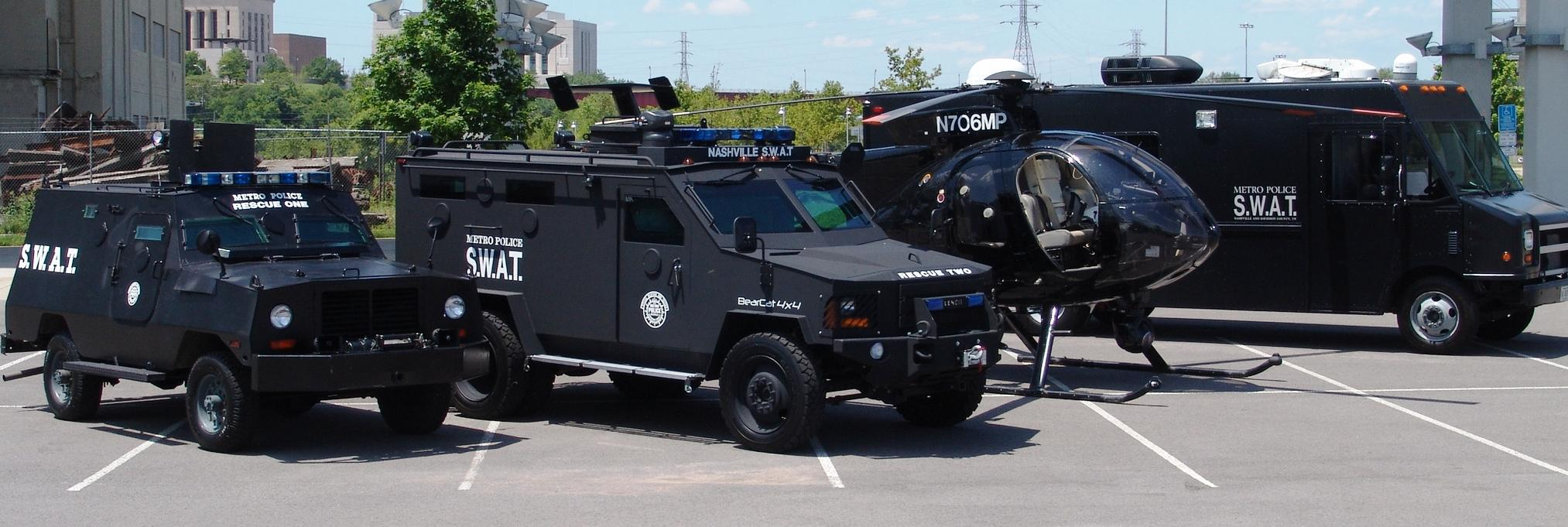
警用裝甲車

特警车辆，也称为装甲救援车、警用裝甲車，是特種警察用来应对衝突和騷亂的车辆。这些通常是非军用装甲车。警用裝甲車最早是在第一次世界大战后由德國執法機構推出的，當時他们就有一百多辆装甲车。现在德國聯邦警察和各州警察部队仍然擁有一些装甲车。